# Tennis-Bundesliga 2013
Die Tennis-Bundesliga 2013 besteht aus drei Ligen, in denen bei den Herren, Damen und Herren 30 jeweils zwischen sieben und 10 Mannschaften um die Titel der Deutschen Mannschaftsmeister kämpfen. Es handelt sich dabei um die 1. Bundesliga Herren, die 1. Bundesliga Damen und die 1. Bundesliga Herren 30. Daneben gibt es bei den Herren, Damen und Herren 30 als direkten Unterbau die 2. Bundesliga Herren, Damen und Herren 30.
Deutscher Mannschaftsmeister 2013 der Herren wurde die Mannschaft von TK Kurhaus Aachen, bei den Damen sicherte sich TC WattExtra Bocholt und bei den Herren 30 der Oelder TC BW den Titel. Somit konnten alle drei Mannschaften ihren jeweiligen Vorjahrestitel verteidigen.

## Organisation
Die Tennis-Bundesligen in Deutschland werden vom Deutschen Tennis Bund mit Sitz in Hamburg veranstaltet und organisiert. Grundlage für die Durchführung sind neben den Tennisregeln der ITF, die Turnierordnung des DTB sowie das Bundesliga-Statut.

## Namenssponsoren
Namenssponsor der 1. und 2. Tennis-Bundesliga der Herren war 2013 der Online-Tennis-Versandhändler Tennispoint. Die Bundesliga der Damen und Herren 30 hatte 2013 keinen Namenssponsor.

## Tennis-Bundesliga der Herren 2013

### 1. Tennis-Bundesliga der Herren
Der TK Kurhaus Aachen verteidigte seinen Vorjahrestitel mit nur einem Unentschieden und holte somit die dritte Meisterschaft in Folge bzw. die fünfte Meisterschaft in sechs Jahren.
Der TC Bruckmühl-Feldkirchen musste als Aufsteiger am Saisonende wieder direkt in die zweite Bundesliga absteigen.
|     | Mannschaft                   | Begegnungen | Punkte | Matches | Sätze | Spiele  |
| --- | ---------------------------- | ----------- | ------ | ------- | ----- | ------- |
| 1.  | TK Kurhaus Aachen (M)        | 9           | 17:1   | 42:12   | 92:37 | 612:444 |
| 2.  | TC Blau-Weiss Halle          | 9           | 16:2   | 37:17   | 83:45 | 579:441 |
| 3.  | Erfurter TC Rot-Weiß         | 9           | 14:4   | 40:14   | 85:35 | 597:394 |
| 4.  | TK Grün-Weiss Mannheim       | 9           | 8:10   | 26:28   | 59:69 | 509:541 |
| 5.  | TC Blau-Weiss Neuss          | 9           | 8:10   | 23:31   | 53:71 | 472:576 |
| 6.  | Rochusclub Düsseldorf        | 9           | 7:11   | 24:30   | 61:64 | 511:498 |
| 7.  | Wacker Burghausen            | 9           | 6:12   | 22:32   | 55:67 | 493:517 |
| 8.  | HTC Blau-Weiß Krefeld        | 9           | 6:12   | 22:32   | 49:73 | 485:565 |
| 9.  | Bremerhavener TV 1905 (A)    | 9           | 6:12   | 20:34   | 53:76 | 488:563 |
| 10. | TC Bruckmühl-Feldkirchen (A) | 9           | 2:16   | 14:40   | 35:88 | 398:605 |

### 2. Tennis-Bundesliga der Herren
Der TV Reutlingen und der Gladbacher HTC stiegen punktgleich in die erste Bundesliga auf, wobei die Reutlinger sich aufgrund des besseren Matchverhältnisses die Meisterschaft sicherten.
Da die zweite Bundesliga im Folgejahr in zwei Staffeln Nord und Süd ausgetragen wurde, gab es keine Absteiger in die Regionalliga.
|    | Mannschaft               | Begegnungen | Punkte | Matches | Sätze  | Spiele  |
| -- | ------------------------ | ----------- | ------ | ------- | ------ | ------- |
| 1. | TV Reutlingen            | 8           | 12:4   | 48:24   | 100:64 | 729:627 |
| 2. | Badwerk Gladbacher HTC   | 8           | 12:4   | 44:28   | 100:64 | 742:594 |
| 3. | TC Amberg am Schanzl (A) | 8           | 10:6   | 40:32   | 93:78  | 733:683 |
| 4. | TC Wolfsberg Pforzheim   | 8           | 10:6   | 39:33   | 92:75  | 723:664 |
| 5. | TV Espelkamp-Mittwald    | 8           | 10:6   | 35:28   | 82:67  | 705:695 |
| 6. | TC Großhesselohe         | 8           | 6:10   | 38:34   | 84:78  | 672:647 |
| 7. | SC Uttenreuth (N)        | 8           | 6:10   | 30:42   | 68:101 | 625:753 |
| 8. | 1. FC Nürnberg (A)       | 8           | 6:10   | 27:45   | 69:97  | 624:696 |
| 9. | TK Blau-Weiss Aachen (N) | 8           | 0:16   | 20:52   | 56:113 | 578:772 |

## Tennis-Bundesliga der Herren 30 2013

### 1. Tennis-Bundesliga der Herren 30
Der Oelder TC Blau-Weiss verteidigte seinen Titel ungeschlagen aber knapp vor dem TC Raadt. Im direkten Aufeinandertreffen der beiden bis dato noch ungeschlagenen Mannschaften am letzten Spieltag siegte der Oelder TC mit 5:4. In der Endabrechnung gewannen die Raadter dabei mehr Matches als der Meister, mussten sich aber dennoch mit dem zweiten Platz zufriedengeben.
Da die erste Bundesliga ab der Folgesaison in zwei Staffeln Nord und Süd ausgetragen wurde, stieg keine Mannschaft ab.
|    | Mannschaft                  | Begegnungen | Punkte | Matches | Sätze | Spiele  |
| -- | --------------------------- | ----------- | ------ | ------- | ----- | ------- |
| 1. | Oelder TC BW                | 6           | 12:0   | 40:14   | 86:35 | 579:383 |
| 2. | TC Raadt                    | 6           | 10:2   | 46:8    | 95:23 | 599:302 |
| 3. | TC Parkhaus Wanne-Eickel    | 6           | 8:4    | 30:24   | 64:54 | 499:490 |
| 4. | TB Erlangen                 | 6           | 6:6    | 25:29   | 54:62 | 440:467 |
| 5. | TC Bruckmühl-Feldkirchen    | 6           | 4:8    | 23:31   | 53:67 | 41:478  |
| 6. | Kölner THC Stadion Rot-Weiß | 6           | 2:10   | 14:40   | 32:82 | 311:548 |
| 7. | TC Rotenbühl                | 6           | 0:12   | 11:43   | 28:89 | 364:575 |

### 2. Tennis-Bundesliga der Herren 30
Der TC Blau-Weiß Wesel-Flüren sicherte sich ungeschlagen die Meisterschaft. Da die zweite Bundesliga nach Saisonende aufgelöst wurde und die erste Bundesliga ab der Folgesaison in zwei Staffeln Nord und Süd ausgetragen wurde, stiegen allerdings sechs Mannschaften in die erste Bundesliga auf.
Nur der SC SAFO Frankfurt und der TC RC Sport Leipzig als die beiden Tabellenletzten stiegen in die jeweilige Regionalliga ab.
|     | Mannschaft                | Begegnungen | Punkte | Matches | Sätze | Spiele  |
| --- | ------------------------- | ----------- | ------ | ------- | ----- | ------- |
| 01. | TC Blau-Weiß Wesel-Flüren | 7           | 14:0   | 40:23   | 87:51 | 606:511 |
| 02. | MTTC Iphitos München      | 7           | 12:2   | 39:24   | 82:57 | 593:512 |
| 03. | STG Geroksruhe            | 7           | 8:6    | 30:33   | 68:76 | 524:599 |
| 04. | TG Westfalia Dortmund     | 7           | 6:8    | 31:32   | 70:71 | 539:579 |
| 05. | THC Ahrensburg            | 7           | 6:8    | 23:40   | 53:89 | 510:627 |
| 06. | TC Biberach               | 7           | 4:10   | 31:32   | 72:75 | 578:588 |
| 07. | SC SAFO Frankfurt         | 7           | 2:12   | 30:33   | 69:73 | 612:564 |
| 08. | TC RC Sport Leipzig       | 7           | 2:12   | 28:35   | 65:74 | 590:572 |

## Tennis-Bundesliga der Damen 2013

### 1. Tennis-Bundesliga der Damen
Der TC Blau-Weiss Bocholt verteidigte ungeschlagen und souverän seinen Vorjahrestitel gegen den Ratinger TC Grün-Weiß. In einem "Endspiel" am letzten Spieltag trafen beide Mannschaften noch ungeschlagen aufeinander. Dabei konnten sich die Bocholterinnen aber deutlich mit 5:1 nach den Einzeln durchsetzen.
Der ETuF Essen und die Aufsteigerinnen des BASF TC Ludwigshafen stiegen in die zweite Bundesliga ab.
|     | Mannschaft                    | Begegnungen | Punkte | Matches | Sätze | Spiele  |
| --- | ----------------------------- | ----------- | ------ | ------- | ----- | ------- |
| 01. | TC WattExtra Bocholt (M)      | 6           | 12:0   | 42:9    | 88:25 | 563:336 |
| 02. | M2Beauté Ratingen             | 6           | 10:2   | 36:15   | 79:42 | 536:395 |
| 03. | TC 1899 Blau-Weiss Berlin (N) | 6           | 6:6    | 28:26   | 65:63 | 496:510 |
| 04. | TC Moers 08                   | 6           | 4:8    | 23:31   | 58:70 | 498:513 |
| 05. | TEC Waldau                    | 6           | 4:8    | 23:31   | 56:69 | 488:529 |
| 06. | ETuF Essen                    | 6           | 4:8    | 20:34   | 49:77 | 452:546 |
| 07. | BASF TC Ludwigshafen (N)      | 6           | 2:10   | 14:40   | 37:86 | 396:600 |

### 2. Tennis-Bundesliga der Damen
Der TK Blau-Weiss Aachen in der zweiten Bundesliga Nord und der TC Amberg am Schanzl in der zweiten Bundesliga Süd gewannen jeweils ungeschlagen ihre Staffel und stiegen am Saisonende in die erste Bundesliga auf.

#### 2. Tennis-Bundesliga Nord
|     | Mannschaft               | Begegnungen | Punkte | Matches | Sätze | Spiele  |
| --- | ------------------------ | ----------- | ------ | ------- | ----- | ------- |
| 01. | TK Blau-Weiss Aachen (N) | 6           | 12:0   | 39:15   | 84:38 | 569:412 |
| 02. | TC Blau-Weiß Halle       | 6           | 8:4    | 32:22   | 70:53 | 528:457 |
| 03. | Der Club an der Alster   | 6           | 8:4    | 31:23   | 74:50 | 555:451 |
| 04. | Braunschweiger THC (N)   | 6           | 6:6    | 23:31   | 55:70 | 458:523 |
| 05. | Rochusclub Düsseldorf    | 6           | 4:8    | 24:30   | 53:64 | 459:508 |
| 06. | RTHC Bayer Leverkusen    | 6           | 2:10   | 21:33   | 49:76 | 434:540 |
| 07. | LTTC Rot-Weiß Berlin     | 6           | 2:10   | 19:35   | 44:78 | 306:535 |

#### 2. Tennis-Bundesliga Süd
|     | Mannschaft                        | Begegnungen | Punkte | Matches | Sätze | Spiele  |
| --- | --------------------------------- | ----------- | ------ | ------- | ----- | ------- |
| 01. | TC Amberg am Schanzl              | 6           | 12:0   | 42:12   | 85:38 | 548:402 |
| 02. | TC Rüppurr (A)                    | 6           | 10:2   | 37:17   | 80:36 | 544:376 |
| 03. | Eckert Tennis Team Regensburg (N) | 6           | 6:6    | 29:25   | 65:56 | 489:466 |
| 04. | Ski-Club Ettlingen                | 6           | 6:6    | 25:29   | 58:65 | 480:481 |
| 05. | MTTC Iphitos München              | 6           | 4:8    | 22:32   | 50:70 | 443:523 |
| 06. | TC Augsburg Siebentisch           | 6           | 2:10   | 18:36   | 42:77 | 381:519 |
| 07. | TC Weissenhof (N)                 | 6           | 2:10   | 16:38   | 40:78 | 423:541 |